# باستان‌ژنتیک خاور نزدیک

## ایران
بتازگی در سال ۲۰۱۳ پژوهشی در خصوص پراکندگی ژنتیکی اقوام ساکن ایران شامل پارسی‌ها، لرها، کردها، آذری‌ها، سیستانی‌ها و …) انجام شده‌است. طبق این بررسی فارس‌ها، ارمنی‌ها و قشقایی‌ها قرابت زیادی با یکدیگر دارند.
رایج‌ترین رده دی‌ان‌ای میتوکندریایی در ایران، موسوم به U3b3، محدود به جمعیت‌های ساکن ایران و قفقاز است، در حالی که زیر خوشه U3b1a با کل ناحیه خاورمیانه مشترک است.

### مردم گیلان و مازندران
پژوهش دیگری که در خصوص جمعیت‌های مردم گیلکی و مازندرانی شمال ایران انجام شده‌است، بررسی کروموزوم Y نشان می‌دهد که آنان با مردم قفقاز جنوبی اشتراک ژنتیکی دارند. نشانه‌های زبان شناختی شباهت زبان مازندرانی و زبان گیلکی با زبان‌های قفقازی نیز مؤید این فرضیه است. اما دی‌ان‌ای میتوکندریایی گیلکی و مازندرانی‌ها مشابه دیگر اقوام ساکن ایران است. سناریوی محتمل آن است که مردانی از ناحیه قفقاز جنوبی به سواحل جنوبی دریای خزر آمده و با زنانی از جمعیت‌های ساکن در این ناحیه وصلت کرده‌اند.

### آذری‌ها
مطالعات ژنتیکی نشان داده که آذربایجانی‌های قفقاز هم از نظر میتوکندری دی‌ان‌ای، که فقط از مادر منتقل می‌شود و هم از نظر کروموزوم ایگرگ، که فقط از پدر به ارث می‌رسد، به همسایگان جغرافیایی خود یعنی اقوام قفقازی (گویشوران به زبان‌های قفقازی) شبیه ترند تا به خویشان زبانی خود یعنی اقوام ترک‌تبار در نقاط دیگر. مطالعات ژنتیکی دیگر در مورد ارمنی‌ها قوم همسایه هندواروپایی زبان آذربایجانی‌ها هم نشان داده که شباهت ژنتیکی آن‌ها هم در نسب مادری و هم در نسب پدری به همسایگان قفقازی بیشتر از هم‌زبانان ترک است. خصوصیات ژنتیکی قفقازی‌ها نیز در مجموع چیزی بین اروپائی‌ها و ساکنان خاورمیانه‌است که نسب مادری شباهت بیشتری را به اروپائی‌ها و نسب پدری شباهت بیشتری را به خاورمیانه‌ای‌ها نشان می‌دهد. این نتایج ایده جابجایی زبانی آذربایجانی‌ها را تقویت می‌کند.